# Цветков, Владимир Михайлович
Влади́мир Миха́йлович Цветко́в (16 июня 1927, Кольчугино, Владимирская область — 6 июня 1994, Санкт-Петербург) — советский футболист, нападающий.

## Карьера
Участник Великой Отечественной войны. После возвращения с фронта начал футбольную карьеру в команде «Цветмет» из своего родного города Кольчугино Владимирской области.
В 1948 году перешёл в московское «Динамо». В чемпионате СССР дебютировал 23 апреля 1949 года в матче против куйбышевских «Крыльев Советов», выйдя на замену на 78-й минуте вместо Владимира Савдунина. В том же году стал чемпионом страны и финалистом Кубка.
Летом 1951 года ушёл в ленинградское «Динамо», за эту команду провёл 40 матчей и забил 10 голов. В 1954 на базе «Динамо» был создан клуб «Трудовые резервы», кудо он перешёл. За два года сыграл там 60 матчей, забив 12 мячей. В 1957 выступал за «Трудовые резервы» Ворошиловград, после чего завершил карьеру. В 1957—1965 годах был играющим тренером ленинградской команды «Комсомолец», игравшей в соревнованиях коллективов физкультуры.
Похоронен на Северном кладбище Санкт-Петербурга.

## Достижения
«Динамо» Москва
- Чемпион СССР: 1949